# Чичестер Александер Бел
Чичестер Александер Бел (енгл. Chichester Alexander Bell, Даблин, Ирска 1848 – Оксфордшир, Енглеска, 11. март 1924) је био хемичар и проналазач уређаја за снимање и репродукцију звука − графофона.
Он је рођак проналазача телефона Александра Грејема Бела. Заједно са својим рођаком и Самнером Тејнтером основали су Волта удружење. Чичестер и Тентер радили су на иновацијама фонографа и патентирали су графофон. Своју нову машину су патентирали 1886.

## Биографија
Чичестер Александра Бел је рођен 1848. године у Даблину, Ирска. Његов родитељи Дејвид Чарлс Бел (енгл. David Charles Bell) и мајка Елен Адин Хајленд (енгл. Ellen Adine Highland) имали су једанаесторо деце. Његов отац је био брат Александра Мелвила Бела (енгл. Alexander Melville Bell) (отац Грејема Бела) те су Чичестер и Грејем били браћа.
Чичестер је био доцент универтизета у Лондону и један од оснивача Хемијског друштва Вашингтон. Када се преселио у Вашингтон радио је са својим братом Грејемом Белом у Волта Лабораторији. 1881. заједно са Чарлсом Самнером Тејнтером радио је на побољшању фонографа. По повратку у Лондон, на универизету је наставио са својим научним истраживањима и 1887. године је објавио свој рад. Помогао је на отварању Белове компаније у Лондону 30. новембра 1892. и дистрибуцији графофона. 1900. одликован је на Френклиновом универтизету. Оженио се Антонетом Ајвес (Antoinette Ives) 1889. у Монтреалу, Канади а умро је у Енглеској 11. марта 1924. године.